# Colin Wilson

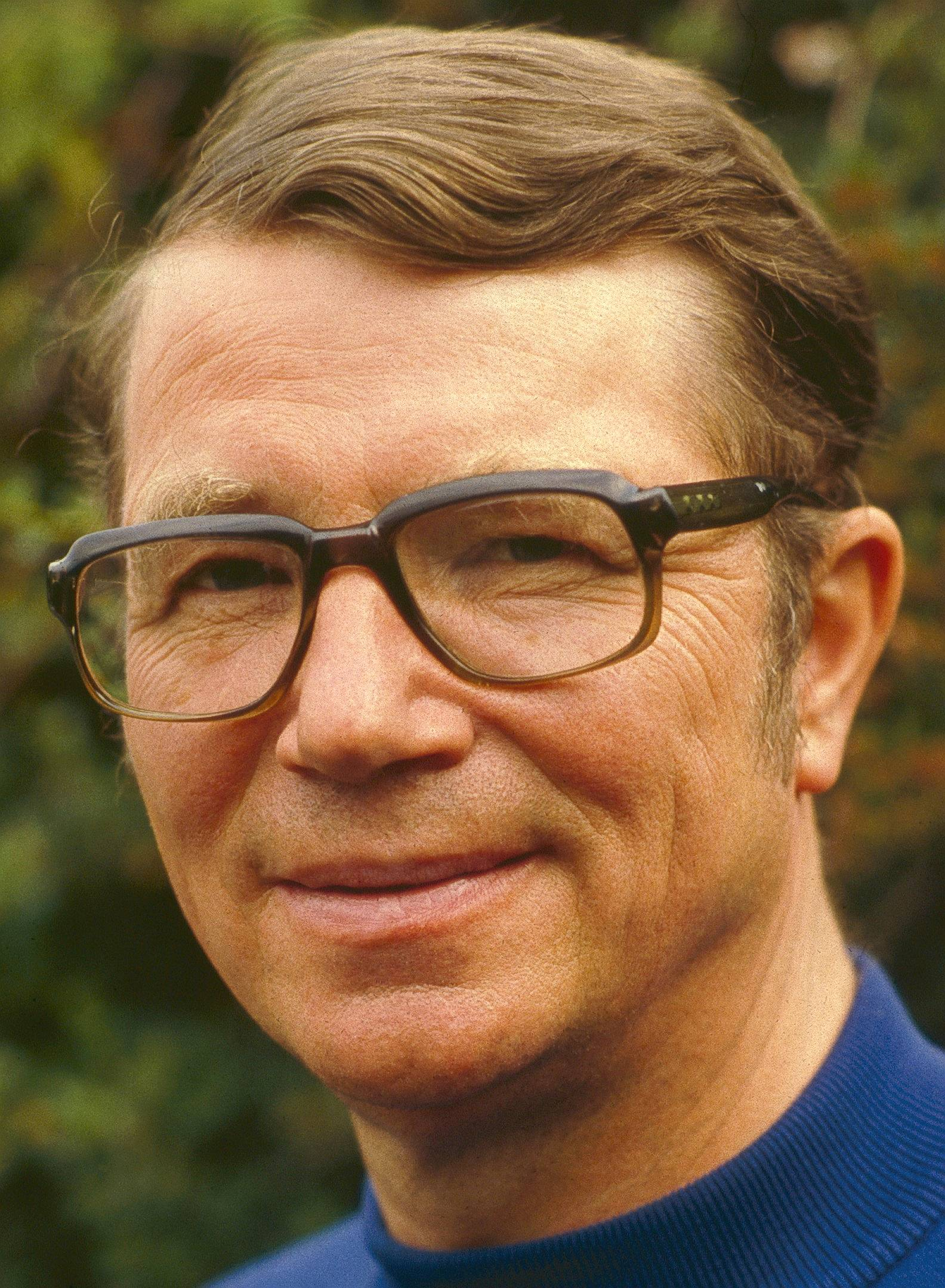
Colin Wilson (1984)

Colin Wilson (Colin Henry Wilson; * 26. Juni 1931 in Leicester; † 5. Dezember 2013 in St Austell) war ein englischer Schriftsteller.

## Leben und Werk
Als Sohn einer Arbeiterfamilie geboren, verließ Colin Wilson mit 16 die Schule und begann, in Fabriken und Büros zu arbeiten. Als Wehrpflichtiger in der Armee gelang es ihm, seine Entlassung zu erreichen, indem er Homosexualität simulierte. Sein Kindheitstraum, Wissenschaftler zu sein, wich in der Jugend dem Bedürfnis, sich schriftstellerisch zu betätigen. Einer seiner Leitsterne war George Bernard Shaw, seit er mit 15 Jahren den dritten Akt von Mensch und Übermensch in einer Übertragung der BBC gehört hatte. Weitere frühe Einflüsse waren Friedrich Nietzsche und die Bhagavad Gita.
Seit Ende 1954 arbeitete er an The Outsider. In dieser Studie analysierte Wilson Entfremdung und Kreativität, indem er Biografien von schöpferischen Individuen, die an der Gesellschaft zerbrachen (wie z. B. Vaslav Nijinsky, Vincent van Gogh und T. E. Lawrence), zum einen und die künstlerische Darstellung solcher Außenseiter zum anderen in den Werken von Ernest Hemingway, Hermann Hesse, Fjodor Dostojewski u. a. heranzog.
Das Buch wurde sofort nach seinem Erscheinen 1956 ein großer Erfolg und bestimmte bis zuletzt das Bild Wilsons in den Medien. Es wurde seinerzeit kontrovers diskutiert und trug dazu bei, die Philosophie des Existentialismus, insbesondere die von Jean-Paul Sartre und Albert Camus, in Großbritannien populär zu machen. Wilson wurde damals als Angry Young Man betitelt, obwohl er wenig mit anderen Vertretern dieser Gruppe gemein hatte, und nach kurzer Zeit vom literarischen Establishment mit fast ausschließlich negativen Kritiken bedacht. In der Folgezeit entwickelte Wilson seine eigene Form des Existentialismus, die sich auf die Möglichkeiten konzentriert, der Enge des Alltagsbewusstseins zu entkommen und unser Potential zu entwickeln.
Diese Ideen brachten ihn in Kontakt mit dem US-amerikanischen Psychologen Abraham Maslow, der die Beobachtung machte, dass Menschen, die in der von ihm aufgestellten Bedürfnishierarchie die Ebene der Selbstverwirklichung erreichen, häufiger als andere von „peak experiences“ (Gipfelerfahrungen) berichten. Colin Wilson schrieb ein Buch über Leben und Werk Maslows im Kontext der zeitgenössischen Psychologie, das 1972 unter dem Titel New Pathways in Psychology: Maslow & the Post-Freudian Revolution erschien.
Ein Jahr zuvor hatte er mit The Occult: A History (dt.: Das Okkulte) seinen größten Erfolg bei Publikum und Kritikern seit seinem Erstlingswerk erzielt. Was eigentlich nur eine Auftragsarbeit für einen Verleger sein sollte, entwickelte sich, nachdem sich Wilsons ursprünglich skeptische Einstellung während der Beschäftigung mit dem Thema wandelte, zu einem umfassenden und umfangreichen Buch über den Okkultismus und die Geschichte der Magie. Das Material, das er in diesem Buch aufgriff, sollte Wilson in vielen weiteren Werken vertiefen, z. B. in Mysteries (1978) und Beyond the Occult (1988). In diesen Zusammenhang gehören auch seine Biografien über Georges I. Gurdjieff (dt.: Gurdjieff – der Kampf gegen den Schlaf), Wilhelm Reich (The Quest for Wilhelm Reich), Carl Gustav Jung (dt.: Herr der Unterwelt. C. G. Jung und das 20. Jahrhundert), Rudolf Steiner (dt.: Rudolf Steiner. Verkünder eines neuen Welt- und Menschenbildes), Aleister Crowley (Aleister Crowley: The Nature of the Beast) und P. D. Ouspensky (The Strange Life of P. D. Ouspensky).
Ein weiteres Schaffensgebiet Wilsons bildete seit 1961, als er zusammen mit Patricia Pitman eine Encyclopedia of Murder veröffentlichte, die Kriminologie. Sein Hauptwerk in diesem Bereich ist A Criminal History of Mankind (1984).
Seit Beginn seiner schriftstellerischen Laufbahn schrieb Wilson Belletristik. An seinem ersten Roman Ritual in the Dark (1960, dt.: Der Schacht zu Babel) über einen an Jack the Ripper angelehnten Serienmörder arbeitete er schon vor The Outsider. In Deutschland bekannt wurden seine Science-Fiction-Romane The Mind Parasites (1967, dt.: Die Seelenfresser) und The Space Vampires (1976, dt.: Vampire aus dem Weltraum). Ersterer greift, ebenso wie The Philosopher's Stone (1969), den Cthulhu-Mythos von H. P. Lovecraft auf, letzterer wurde als Lifeforce – Die tödliche Bedrohung verfilmt, wobei diese Adaption sehr zum Missfallen Wilsons geriet, der sie in seiner Autobiographie Dreaming To Some Purpose (2004) als „schlechtesten Film aller Zeiten“ bezeichnete.
1994 ließ die Band In the Nursery Wilson einige seiner Lieblingsgedichte für ihr Album Anatomy of a Poet vortragen.
Colin Wilson lebte seit 1957 zusammen mit seiner zweiten Frau Joy (geb. Stewart) in Cornwall. Die beiden bekamen eine Tochter (Sally) und zwei Söhne (Damon und Rowan); ein weiterer Sohn (Roderick Gerard) entstammte einer früheren Ehe mit Betty Wilson (geb. Troop). 2011 erlitt Wilson einen Schlaganfall. Er starb an den Folgen einer Lungenentzündung, deretwegen er im Oktober 2013 ins Krankenhaus eingeliefert wurde. Am 20. Dezember 2013 wurde er auf dem Friedhof von St Goran bestattet. Eine Sammlung seiner gedruckten Werke und seiner Manuskripte befindet sich im Archiv der University of Nottingham.

## Zitat
„Die Magie […] ist die Wissenschaft der Zukunft. Ich glaube, der menschliche Geist hat einen Punkt der Evolution erreicht, wo er im Begriff steht, neue Kräfte zu entwickeln – Kräfte, die einst als magisch angesehen wurden. Tatsächlich hat er schon immer größere Kräfte besessen, als wir bis heute zu erkennen vermögen: Kräfte der Telepathie, der Präkognition von Gefahren, des Zweiten Gesichts, der Thaumaturgie (Heilkraft); aber diese Kräfte waren Teil unseres instinktiven animalischen Erbes. In den letzten rund tausend Jahren war die Menschheit dann emsig damit beschäftigt, eine andere Art von Kräften – die intellektuellen – zu entwickeln, ihr Ergebnis ist die westliche Zivilisation. Die unbewußten Kräfte sind nicht verkümmert; aber sie sind »in den Untergrund« gegangen. Und jetzt hat sich der Kreis geschlossen: der Intellekt hat gewisse Grenzen erreicht, die er nicht mehr überschreiten kann, solange er nicht einige seiner verlorenen Kräfte wiedergewinnt. Jeder, der ein wenig Ahnung von den Strömungen der neueren Philosophie hat, wird verstehen, was ich meine: Der Intellekt ist eng, starr und logisch geworden; und er versucht, die weiter ausgreifende Intuition durch eine mikroskopische Detailbesessenheit zu ersetzen. Er hat sich von seiner Quelle abgeschnitten.“

## Veröffentlichungen
- The Outsider. 1956 (Philosophie)
  - Der Outsider. Eine Diagnose des Menschen unserer Zeit. Scherz & Goverts, Stuttgart, 1957
- Religion and the Rebel. 1957 (Religion, Philosophie; zweiter Teil des Outsider-Zyklus)
- The Age of Defeat. 1959 (US-Titel The Stature of Man; Soziologie, Philosophie; dritter Teil des Outsider-Zyklus)
- Ritual in the Dark. 1960 (Roman; erster Teil der Gerard-Sorme-Trilogie)
  - Der Schacht zu Babel. Scherz, Bern 1961
- mit Patricia Pitman: Encyclopedia of Murder. 1961 (Kriminologie)
- Adrift in Soho. 1961 (Roman)
- The Strength to Dream. Literature and the Imagination. 1961 (Literaturkritik, Philosophie; vierter Teil des Outsider-Zyklus)
- Origins of the Sexual Impulse. 1963 (Psychologie, Philosophie; fünfter Teil des Outsider-Zyklus)
- The World of Violence. 1963 (US-Titel The Violent World of Hugh Greene; Roman)
- Man Without a Shadow. 1963 (US-Titel The Sex Diary of Gerard Sorme; Roman; zweiter Teil der Gerard-Sorme-Trilogie)
- Rasputin and the Fall of the Romanovs. 1964 (Biografie über Grigori Rasputin)
- Brady of the Damned. 1964 (Musikkritik; erweiterte Ausgabe 1966 unter dem Titel Chords and Discords: Purely Personal Opinions on Music)
- Necessary Doubt. 1964 (Roman)
- Beyond the Outsider. 1965 (Philosophie; sechster und letzter Teil des Outsider-Zyklus)
- Eagle and Earwig. 1965 (Literaturkritik)
- Sex and the Intelligent Teenager. 1966 (Psychologie)
- Introduction to the New Existentialism. 1966 (Philosophie; Zusammenfassung der Ideen des Outsider-Zyklus)
- The Glass Cage. 1966 (Roman)
- The Mind Parasites. 1967 (Roman)
  - Die Seelenfresser. März-Verlag, Berlin 1983, ISBN 3-88880-019-6; rororo-Taschenbuch, Reinbek 1986, ISBN 3-499-15712-8
    - Rezension von William S. Burroughs in Rat, 19. Juni 1969
- Voyage to a Beginning. 1969 (Autobiografie), ISBN 0-900821-03-5
- A Casebook of Murder. 1969 (Kriminologie), ISBN 0-09-098470-6
- Bernard Shaw. A Reassessment. 1969 (Biografie), ISBN 0-09-098010-7
- The Philosopher’s Stone. 1969 (Roman), ISBN 0-87477-509-4
- Poetry and Mysticism. 1969 (Literaturkritik), ISBN 0-87286-054-X; erweiterte Ausgabe 1970, ISBN 0-09-103740-9
- L’amour. The Ways of Love. 1970 (Begleittext zu einem erotischen Bildband)
- Strindberg. 1970 (Drama über das Leben August Strindbergs), ISBN 0-7145-0640-0
- The God of the Labyrinth. 1970 (US-Titel The Hedonists; Roman; dritter Teil der Gerard-Sorme-Trilogie), ISBN 0-246-63978-4
- The Killer. 1970 (US-Titel Lingard; Roman), ISBN 0-450-00467-8
- The Occult. 1971 (Okkultismus, Magie), ISBN 0-340-15263-X
  - Das Okkulte. März-Verlag, Berlin 1982, ISBN 3-88880-000-5; Heyne-Taschenbuch, München 1986, ISBN 3-453-02448-6
- The Black Room. 1971 (Roman), ISBN 0-297-76208-7
- Order of Assassins. The Psychology of Murder. 1972 (Kriminologie), ISBN 0-246-10512-7
- New Pathways in Psychology. Maslow and the Post-Freudian Revolution. 1972 (Psychologie), ISBN 0-575-01355-9
- Strange Powers. 1973 (Parapsychologie), ISBN 0-901539-26-0
- „Tree“ by Tolkien. 1973 (literaturkritische Studie über J. R. R. Tolkien), ISBN 0-902843-63-X
- Hesse-Reich-Borges. Three Essays. 1974 (Aufsätze über Hermann Hesse, Wilhelm Reich und Jorge Luis Borges), ISBN 0-915070-01-4
- Ken Russell. A Director in Search of a Soul. 1974 (Essay über Ken Russell)
- The Return of the Lloigor. 1974 (Erzählung), ISBN 0-904247-44-9; erste Veröffentlichung in: Tales of the Cthulhu mythos. Arkham House, 1969
- A Book of Booze. 1974 (Kulturgeschichte), ISBN 0-575-01831-3
- The Schoolgirl Murder Case. 1974 (Roman), ISBN 0-246-10542-9
  - Alles für die Kundschaft. Goldmann-Taschenbuch, München 1974, ISBN 3-442-04431-6
- Mysterious Powers. 1975 (US-Titel They Had Strange Powers; Okkultismus, Parapsychologie), ISBN 0-490-00332-X
  - Fremde unbekannte Mächte. Ullstein-Taschenbuch, Frankfurt am Main/Berlin/Wien 1980, ISBN 3-548-03720-8
- The Craft of the Novel. 1975 (Literaturkritik), ISBN 0-575-01997-2
- Enigmas and Mysteries. 1975 (Parapsychologie), ISBN 0-490-00345-1
  - Rätselhafte Mystik. Ullstein-Taschenbuch, Frankfurt am Main/Berlin/Wien 1980, ISBN 3-548-03714-3
- The Geller Phenomenon. 1975 (Kurzbiografie über Uri Geller, Parapsychologie), ISBN 0-490-00329-X
  - Rätsel Uri Geller. Ullstein-Taschenbuch, Frankfurt am Main/Berlin/Wien 1979, ISBN 3-548-03711-9
- The Space Vampires. 1976 (Roman), ISBN 0-246-10913-0
  - Vampire aus dem Weltraum. Ullstein-Taschenbuch, Frankfurt am Main/Berlin/Wien 1980, ISBN 3-548-31016-8
- Mysteries. 1978 (Okkultismus, Parapsychologie), ISBN 0-340-16161-2
- The Haunted Man. The Strange Genius of David Lindsay. 1979 (literaturkritische Studie über David Lindsay, erweiterte Fassung eines 1970 erschienenen Essays), ISBN 0-89370-128-9
- Starseekers. 1980 (Astronomie)
- Frankenstein’s Castle. The Double Brain, Door to Wisdom. 1980 (Psychologie), ISBN 0-906798-11-6
  - Frankensteins Schloss. Die Evolution des Geistes. Synchron-Verlag, Berlin 1989, ISBN 3-88911-015-0
- The War Against Sleep. The Philosophy of Gurdjieff. 1980 (Biografie), ISBN 0-85030-198-X; erweiterte Ausgabe 1986 unter dem Titel G. I. Gurdjieff. The War Against Sleep. ISBN 0-8095-7030-0
  - Gurdjieff – der Kampf gegen den Schlaf. Knaur-Taschenbuch, München 1986, ISBN 3-426-04162-6
- Poltergeist. A Study in Destructive Haunting. 1981 (Parapsychologie), ISBN 0-450-04880-2
- Witches. 1981 (Magie), ISBN 0-905895-58-4
- Anti-Sartre, with an Essay on Camus. 1981 (Philosophie), ISBN 0-89370-149-1
- The Quest for Wilhelm Reich. 1981 (Biografie), ISBN 0-246-11093-7
- Access to Inner Worlds. The Story of Brad Absetz. 1983 (Psychologie), ISBN 0-09-150080-X
- mit Donald Seaman: Encyclopedia of Modern Murder, 1962-82. 1983 (Kriminologie), ISBN 0-213-16876-6
- The Psychic Detectives. The Story of Psychometry and Paranormal Crime Detection. 1984 (Parapsychologie, Kriminologie), ISBN 0-330-28119-4
- A Criminal History of Mankind. 1984 (Kriminologie, Kulturgeschichte), ISBN 0-246-11636-6; überarbeitete Neuausgabe 2006, ISBN 1-84560-002-9
- Lord of the Underworld. Jung and the Twentieth Century. 1984 (Biografie), ISBN 0-85030-371-0
  - Herr der Unterwelt. C. G. Jung und das 20. Jahrhundert. Kösel, München 1987, ISBN 3-466-34170-1; Knaur-Taschenbuch, München 1990, ISBN 3-426-03992-3
- The Janus Murder Case. 1984 (Roman), ISBN 0-246-12182-3
- The Bicameral Critic. 1985 (Aufsatzsammlung), ISBN 0-906798-48-5 (darin: „Dual value response“ - A new key to Nietzsche?, 1972; WordPad-Dokument; 67,5 kB)
- The Essential Colin Wilson. 1985 (Anthologie), ISBN 0-245-54235-3
- Rudolf Steiner. The Man and His Vision. 1985 (Biografie), ISBN 0-85030-398-2
  - Rudolf Steiner. Verkünder eines neuen Welt- und Menschenbildes. Heyne-Taschenbuch, München 1987, ISBN 3-453-55135-4
- Afterlife. An Investigation of the Evidence of Life After Death. 1985 (Parapsychologie), ISBN 0-245-54245-0
  - Nach dem Tode. Aussagen, Zeugnisse, Beweise. Knaur-Taschenbuch, München 1987, ISBN 3-426-04167-7
- The Personality Surgeon. 1985 (Roman), ISBN 0-450-06040-3
- mit Donald Seaman: An Encyclopedia of Scandal. 1986 (Zeitgeschichte, Kriminologie), ISBN 0-297-78695-4
- An Essay on the 'New' Existentialism. 1986 (Philosophie), ISBN 0-946650-04-7
- Spider World: The Tower. 1987 (Roman), ISBN 0-246-12510-1
- Spider World: The Delta. 1987 (Roman), ISBN 0-246-13150-0
- Aleister Crowley. The Nature of the Beast. 1987 (Biografie), ISBN 0-85030-541-1
- The Musician as Outsider. 1987 (Musikkritik, Psychologie), ISBN 0-946650-08-X
- mit Damon Wilson: The Encyclopedia of Unsolved Mysteries. 1987 (paranormale Phänomene), ISBN 0-245-54336-8
- mit Robin Odell: Jack the Ripper. Summing Up and Verdict. 1987 (Kriminologie), ISBN 0-593-01020-5
- Autobiographical Reflections. 1988 (autobiografischer Essay), ISBN 0-946650-09-8
- The Misfits. A Study of Sexual Outsiders. 1988 (Psychologie, Kulturgeschichte), ISBN 0-246-12974-3
- Beyond the Occult. 1988 (Okkultismus, Parapsychologie), ISBN 0-88184-520-5
- The Mammoth Book of True Crime. 1988 (Kriminologie), ISBN 0-88184-411-X
- The Magician from Siberia. 1988 (Roman), ISBN 0-7090-3454-7
- The Decline and Fall of Leftism. 1989 (Zeitgeschichte, Philosophie), ISBN 0-946650-12-8
- Written in Blood. A History of Forensic Detection. 1989 (Kriminologie), ISBN 1-85336-055-4
- Existentially Speaking. Essays on the Philosophy of Literature. 1989 (Aufsatzsammlung), ISBN 0-89370-301-X
- Spider World: The Magician. 1989 (Roman), ISBN 0-246-13440-2
- mit Donald Seaman: The Serial Killers. A Study in the Psychology of Violence. 1990 (Kriminologie), ISBN 1-85227-130-2
- mit Damon Wilson: Unsolved Mysteries Past and Present. 1992 (paranormale Phänomene, Kriminologie), ISBN 0-8092-4091-2
- The Strange Life of P. D. Ouspensky. 1993 (Biografie), ISBN 1-85538-079-X
- mit Damon Wilson: A Plague of Murder. 1995 (Kriminologie), ISBN 1-85487-249-4
- The atlas of holy places & sacred sites. 1996 (illustrierter Band über Kultstätten), ISBN 0-7894-1051-6
  - Kultstätten der Menschheit. Heyne, München 1998, ISBN 3-453-13004-9
- From Atlantis to the Sphinx. 1996 (Vor- und Frühgeschichte), ISBN 0-7535-1139-8
  - Rezension (Memento vom 12. September 2009 im Internet Archive) von J. Douglas Kenyon in Atlantis Rising Nr. 9, Herbst 1996
- The Books in My Life. 1998 (Literaturkritik), ISBN 1-57174-111-9
- Alien Dawn. 1999 (Ufologie), ISBN 1-85227-746-7
- The Devil’s Party. 2000 (US-Titel Rogue Messiahs; Kriminologie, Zeitgeschichte), ISBN 1-85227-843-9
  - Tanz der Teufel. Scharlatane, Gurus, Sektenführer. Hugendubel, Kreuzlingen/München 2001, ISBN 3-7205-2260-1
- mit Rand Flem-Ath: The Atlantis Blueprint. 2000 (Vor- und Frühgeschichte), ISBN 0-316-85313-5
- Dreaming to Some Purpose. 2004 (Autobiografie), ISBN 1-84413-188-2
  - Stranded by the tide of fashion, Rezension von John Michell im Spectator, 31. Juli 2004
- Atlantis and the Kingdom of the Neanderthals. 2006 (Vor- und Frühgeschichte), ISBN 1-59143-059-3
- The Angry Years. The rise and fall of the angry young men. 2007 (Literaturkritik, Zeitgeschichte), ISBN 1-86105-972-8
  - It’s time to look back in anger (Memento vom 9. September 2011 im Internet Archive), Rezension von Gary Lachman im Independent, 29. April 2007
- Manhunters. Criminal profilers and their search for the World's most wanted serial killers. 2007 (Kriminologie), ISBN 1-59258-182-X
- Super Consciousness. The Quest for the Peak Experience. 2009 (Psychology, Philosophie), ISBN 1-905857-98-5